# Idrissa Touré (football, 1938)
Pour les articles homonymes, voir Touré et Idrissa Touré.
Idrissa Touré dit Nani, né en 1938 à Bamako et mort le 25 octobre 2018 à Kati, est un joueur et entraîneur de football international malien, qui évoluait au poste d'ailier.

## Biographie
Idrissa Touré naît en 1938 à Dravéla, un quartier de Bamako.
Il est le père de Ibrahim Sory Touré (en) qui a joué à l'AS Réal de Bamako, Bassala Touré, Sidy Bekaye Touré, Samba Lamine Touré (qui a joué à l'US Saint-Malo) et Almamy Touré qui a joué à l'AS Monaco.

### Carrière en club
Idrissa Touré signe sa première licence en 1957 au Racing Club de Bamako, remportant la coupe du Soudan 1959. Le Racing Club de Bamako fusionne en 1960 avec l'AS Avenir pour créer l'AS Réal de Bamako. Il y remporte la coupe du Mali à 6 reprises (1962, 1964, 1966, 1967, 1968, 1969). 
En 1965, c'est pourtant avec le Stade malien qu'il dispute la finale de la Coupe des clubs champions africains perdue face aux Camerounais de l'Oryx Douala,  la compétition autorisant cette année-là la sélection de deux joueurs d’autres clubs. Il perd de nouveau la finale de la Coupe des clubs champions africains 1966, cette fois-ci sous les couleurs de l'AS Réal de Bamako face au Stade d'Abidjan. Il met un terme à sa carrière de joueur en 1974 avec l'AS Réal.

### Carrière en sélection
Idrissa Touré joue en équipe du Mali au cours des années 1960 et 1970. Il est finaliste de la Coupe Kwame Nkrumah en 1963 ainsi que du tournoi de football aux Jeux africains de 1965. Il prend sa retraite internationale en 1973.

### Carrière d'entraîneur
Après une formation de 8 mois en 1971 à Leipzig en Allemagne de l'Est, il entraîne l'AS Réal de Bamako de 1981 à 1987, remportant le championnat du Mali à trois reprises (1981, 1983 et 1986) et s'inclinant deux fois en finale de la Coupe du Mali (1981 et 1987). Il devient par la suite secrétaire général de l'AS Réal. 
En 1982, il est brièvement sélectionneur de la sélection nationale en replacement du Soviétique Mykola Holovko (en), avant d'être l'assistant du sélectionneur allemand  Steve Manfred, atteignant les demi-finales de la coupe Amilcar Cabral en 1983. 
Il est aussi le sélectionneur de l'équipe du Mali juniors finaliste de la Coupe d'Afrique des nations junior 1989  et disputant la Coupe du monde de football des moins de 20 ans 1989.
Il retourne dans l’administration de l'AS Réal de Bamako jusqu'en 1992 où il démissionne des suites d'un désaccord avec la direction sur le transfert de son fils Sory Ibrahim Touré Binké Touré vers le Stade malien.

### Décès
Idrissa Touré décède le 25 octobre 2018 à l'hôpital militaire de Kati des suites d'une longue maladie. Il est enterré le 28 octobre au cimetière d'Hamdallaye.

## Palmarès

### Palmarès de joueur
- Vainqueur de la Coupe du Mali en 1962, 1964, 1966, 1967, 1968 et 1969 avec l'AS Réal de Bamako[1].
- Finaliste de la Coupe des clubs champions africains 1964-1965 avec le Stade malien[1].
- Finaliste de la Coupe des clubs champions africains 1966 avec l'AS Réal de Bamako[1].
- Finaliste de la Coupe Kwame Nkrumah en 1963 avec l'équipe du Mali[1].
- Finaliste des Jeux africains de 1965 avec l'équipe du Mali[1].

### Palmarès d'entraîneur
- Champion du Mali en 1981, 1983 et 1986 avec l'AS Réal de Bamako[1].
- Finaliste de la Coupe du Mali en 1981 et 1987 avec l'AS Réal de Bamako[1].
- Finaliste de la Coupe d'Afrique des nations junior 1989 avec l'équipe du Mali juniors[1].

## Distinctions
- Chevalier puis officier de l'Ordre national du Mali[1],[2].